# You Like Me Too Much
«You Like Me Too Much» es una canción del grupo británico The Beatles escrita por George Harrison, fue grabada el 17 de febrero de 1965. Fue lanzada por primera vez en el álbum Help! en el Reino Unido y en Beatles VI en los EE. UU., ambos en 1965.

## Música
Hay una introducción de piano y piano eléctrico, con Paul McCartney y George Martin tocando en dos partes diferentes del piano en los extremos separados del mismo piano Steinway. El Steinway solo aparece en el intro de la canción y fue sobrecopiado por separado, al igual que el bajo de McCartney. El piano eléctrico es un Hohner Pianet tocado porJohn Lennon y se puede escuchar apagándose después del intro. 
Según Robert Fontenot de About.com, "es uno de los primeros ejemplos de esta técnica, los Beatles ejecutaron el Steinway a través de un Hammond B-3 de altavoz Leslie giratorio, un truco de que volvierian a hacer una y otra vez. Cuando el intro termina, usted puede oír el Leslie apagarse!"

## Personal
- George Harrison - Voz doblada, guitarra eléctrica (Gretsch Tennessean) y guitarra acústica (Gibson J-160e).
- John Lennon - Piano eléctrico (Höhner Pianet C), guitarra acústica (Gibson J-160e) y pandereta.
- Paul McCartney - Bajo (Höfner 500/1 63').
- Ringo Starr - Batería (Ludwig Super Classic).
- George Martin - Piano (Stainway Hamburg Baby Grand).

Personal por Ian MacDonald.